# جام خیریه انگلستان ۲۰۲۱
جام خیریه انگلستان ۲۰۲۱ نود ونهمین فصل از رقابت‌های جام خیریه انگلستان بود. این مسابقه در ۷ اگوست ۲۰۲۱ بین لستر سیتی قهرمان جام حذفی فوتبال انگلستان ۲۱–۲۰۲۰ و منچستر سیتی قهرمان لیگ برتر فوتبال انگلستان ۲۱–۲۰۲۰ در ورزشگاه ومبلی برگزارشد، که درنهایت لستر سیتی با برتری یک بر صفر برای دومین بار قهرمان جام خیریه انگلستان شد.
تک گل این مسابقه توسط‌ کلچی ایهیناچو به ثمر رسید.